# Pandaria
Pandaria fou un estat tributari protegit del tipus zamindari al tehsil de Mungeli al districte de Bilaspur, Províncies Centrals, comprenent 332 pobles. La superfície és de 1.259 km² la meitat cobert de muntanyes i l'altra meitat plana cultivada. La població el 1881 era de 71.110 habitants. El sobirà era un gond amb títol de raja i la sobirania fou conferida a un antecessor de nom Shyam Chand vers el 1600 pel raja gond de Garha-Mandla. El seu tretzè successor fou Gajapal Singh, germà de Rajpal Singh de Kawardha, al que va succeir el seu fill Raghuraj Singh mort el 1929; la successió va passar a la rani Mankumari Devi, germana del raja de Sarangarh, coronada el 1938, darrera sobirana.